# Кузьмин, Николай Михайлович (токарь)
Николай Михайлович Кузьмин (1919, ныне Смоленская область — ?, город Москва) — советский деятель, новатор производства, токарь Московского завода «Красный Пролетарий». депутат Верховного Совета РСФСР 4-5-го созывов. Член Центральной Ревизионной Комиссии КПСС в 1956—1961 годах.

## Биография
Родился в крестьянской семье.
С 1940 года — токарь-карусельщик Московского завода «Красный Пролетарий» имени Ефремова.
Член ВКП (б) с 1947 года.
В 1955 году — в командировке на Пекинском инструментальном заводе № 2 Китайской Народной Республики, инструктор по скоростной обработки металла.
В 1962—1965 годах — член Комитета партийно-государственного контроля Бюро ЦК КПСС по РСФСР и Совета министров РСФСР.
Автор книги «Мой опыт работы на карусельном станке» (1953).
Потом — на пенсии в Москве.

## Награды и звания
- ордена
- медали
- Сталинская премия III ст. (1951) — за создание вертикальных токарно-копировальных двухшпинделевых полуавтоматов